# FOOKIES
『FOOKIES』（フーキーズ）は、2006年12月に完結した、全13巻のCDドラマシリーズ。

## 概要
- アニメイト限定で先行販売し、数ヶ月おいて通常流通で発売するスタイルを取った。
- 10巻を超えると購買数が落ちる・新規のリスナーがつきにくい、という理由から、11巻はFOOKIES EVOLUTION1と表記し新シリーズとした。
- 巻数表記は、アニメイト版と通常流通版で違う。収録内容は同じだが通常流通版にはEをつけるため、E1～E10・EE1～EE3（この場合の一つ目のEはEVOLUTIONのE）となる。
- 巻末キャストトークでは、初期は小日向剛役の藤原啓治が司会を務めたが、スケジュールが合わず藤原が別収録になったため、3巻からは成田平八郎役の小野坂昌也が司会をしている。そのはじけぶりから、本編のみならずキャストトークの人気も高い。
- 唯一、出演者のほとんどが完成品CDを聴いている作品らしい。
- 巻末キャストトークでそれぞれの声優が様々なことを暴露している。
- 13巻に当たるE3で突然の最終回を迎えたが、その巻末キャストトークでは「一応終わらない」という言葉があった。
- 2007年6月10日、『ドラマCD「FOOKIES」感謝祭！ 【 FOOKIES E3″】(フーキーズ　イースリー　ツーダッシュ)』というイベントが開催された。

## あらすじ
東福高校には、代々受け継がれてきた伝統がある。それは、楽しい学校生活を送らせるため、影に日向に生徒の悩みを解決する、風紀委員会、通称「FOOKIES」である。風紀委員会顧問である小日向に選ばれた、第33代風紀委員は、FOOKIESの特典につられた藤木和馬、その幼なじみでライバルの成田平八郎、特撮オタクのイケメン桜井蓮、大財閥の御曹司徳川晴彦だった。外れなくなった風紀委員の腕章から現れる楽器を4人で演奏することでFOOKIESに変身して、東福高校を古より守護する四神の加護を受け、目安箱に入れられた生徒の悩みを解決し、学園の平和を守る事になった4人。裏・四神の加護を受ける生徒会と戦いながら、彼らの、波乱に満ちた学園生活が始まる…。

## 登場人物

### 風紀委員会
藤木 和馬（ふじき かずま）（声：皆川純子）
1年1組。テストはオール100点の学年首位だが、思った事をストレートに言う上、すぐに手が出るため、友達はいない。小学校から腐れ縁の平八郎とは特に仲が悪いが、逆に言えば一番付き合いが長い。大の犬好きで、犬相手だと性格が180度変わる。FOOKIESに選ばれた時は、寝坊や授業サボり放題という特典に飛びつくが、その実態を知った時にはすでに辞められない状況になっていた。小日向が毎日作るおやつと、七の忍者犬だけを心の支えに、嫌々任務に励む。守護霊獣は「朱雀」。
成田　平八郎（なりた　へいはちろう）（声：小野坂昌也）
1年1組。小学校から常に和馬にトップを取られNO.2に甘んじて来たため、和馬をライバル視して高校まで追いかけてきた。FOOKIES登場人物唯一の常識人であるゆえに、人一倍の苦労人。和馬とは正反対で犬が苦手な為、忍者犬が登場すると即座に逃げる。母親がロシア人のため眼や髪の色は薄い。幼い頃に関西にいたため、今も家では関西弁が標準語。守護霊獣は「青龍」。
櫻井 蓮（さくらい れん）（声：諏訪部順一）
1年8組。兄2人の影響で、特撮オタクでフィギュア集めとプラモデル作りが趣味。「フーキーズ・レッド」を自負し、変身したり特殊能力を使ったりできるFOOKIESの活動を心底喜んでいる。自分のホームページで平八郎×和馬の捏造小説を連載しており、それを売って儲けている。守護霊獣は「白虎」。
徳川　晴彦（とくがわ　はるひこ）（声：野島裕史）
1年2組。日本でトップクラスの名家の次期当主。登下校はベンツ、お付きをたくさん従えている。常に被っている、代々伝わる「御前」という帽子を使い、ビームを出したり校舎を破壊したりする。見た目は女の子のように可愛いが、毒舌家。特にボディガードの七に対しては、容赦がなく、鬼畜化する。退屈が嫌いで、暇つぶしにちょうどいいFOOKIESの活動を楽しんでいる。守護霊獣は「玄武」。
七（なな）（声：小西克幸）
24歳。晴彦付きのボディーガードを務める忍者。サングラスをかけていれば超一流だが、外した瞬間から、生まれたての小鹿のごとく役立たずになる。晴彦の為なら命をかけるが、あまりの役立たずっぷりにうんざりした晴彦によく折檻されている。忍者犬として柴犬2匹を従えているが、実は犬の方が七の面倒を見ている。
小日向 剛（こひなた つよし）（声：藤原啓治）
27歳。風紀委員会の顧問であり、和馬・平八郎の担任。科学担当。FOOKIES顧問として超能力を使える。東福高校の事なら何でも知っている。いい加減な性格。ちょっとマゾっ気があるようだ。趣味はお菓子作り、特技の料理はプロ級の腕前。
ジュンイチ（声：諏訪部順一） / ジュンコ（声：皆川純子）
七に従う忍者犬。ジュンイチは黒、ジュンコは茶色の柴犬。首のバッグには十数個のサングラスを常備しており、主な仕事は七にそれを届ける事。ちなみに名前は10巻あたりで正式についた。声優の2人から取ったと見られる。

### 生徒会
千代反田 智（ちよたんだ とも）（声：石田彰）
2年5組。生徒会長。カレンの双子の兄だが、変態じみた弟と一緒にされたくないため、髪と眼の色を変えて日本名を名乗っている。通称ちよタン。守護霊獣は「裏・朱雀」。
カレン・テイラー（声：石田彰）
2年5組。副会長。智の双子の弟で、日本生まれ日本育ちの生粋のイギリス人。幼い頃飼っていたブタのハニーの生まれ変わりを探していて、前会長にセクハラストーカーまがいの「確認」をし、転校に追い込む。今は平八郎をハニーと信じ、風紀委員会から奪い返すため日夜追い回している。守護霊獣は「裏・青龍」。
岩野 幸三郎（いわの こうざぶろう）（声：近藤孝行）
1年10組。書記。魔法少女に憧れ、女子の制服を着ている、一見超美少女な男子生徒。趣味の違いから、蓮とは犬猿の仲。「ガンちゃん」「オカマさん」と言われると怒る。守護霊獣は「裏・白虎」。
徳川 安姫（とくがわ あき）（声：金田朋子）
1年18組。会計。晴彦の従妹で、徳川分家の姫。箱入りお嬢様。ボディーガードは八だが、見ていて面白い七の方がいいと思っている。晴彦と同じ守護帽子を被っており（色は黒）、同じように暇つぶしのために生徒会活動をしている。守護霊獣は「裏・玄武」。
八（はち）（声：うえだゆうじ）
安姫付きのボディーガードを務める忍者。七の実弟。七は主人以外にも敬意を払うのに対し、主人と晴彦以外は見下している。安姫が七を気に入っているのを嫉妬し、本気で七の命を狙う事も。見た目はバンド系。忍者犬はチワワ2匹。
青柳 修人（あおやぎ しゅうと）（声：井上和彦）
生徒会顧問。保健医。小日向の同期でライバル。一見頭脳明晰で生徒に絶大な人気があるが、実は大人気ない。

### その他
森杉 和幸（声：吉野裕行）

森杉 浩司（声：保志総一朗）　